# Kjetil Rekdal
Kjetil André Rekdal [šetyl andré rekdal] (* 6. listopadu 1968 Molde, Norsko) je bývalý norský fotbalový obránce a později fotbalový trenér. Nastupoval i v norské fotbalové reprezentaci.

## Klubová kariéra
Na klubové úrovni hrál mimo Norska v Německu, Belgii a Francii.

## Reprezentační kariéra
V A-týmu Norska debutoval 28. 5. 1987 v přátelském utkání v Oslu proti týmu Itálie (remíza 0:0). Celkem odehrál v letech 1987–2000 za norský národní tým 83 zápasů a vstřelil 17 gólů.
Zúčastnil se Mistrovství světa 1994 v USA, Mistrovství světa 1998 ve Francii a EURA 2000 v Belgii a Nizozemsku.

## Trenérská kariéra
Během své trenérské dráhy vedl norské, belgické a německé kluby (k dubnu 2015).